# Nate Berkus

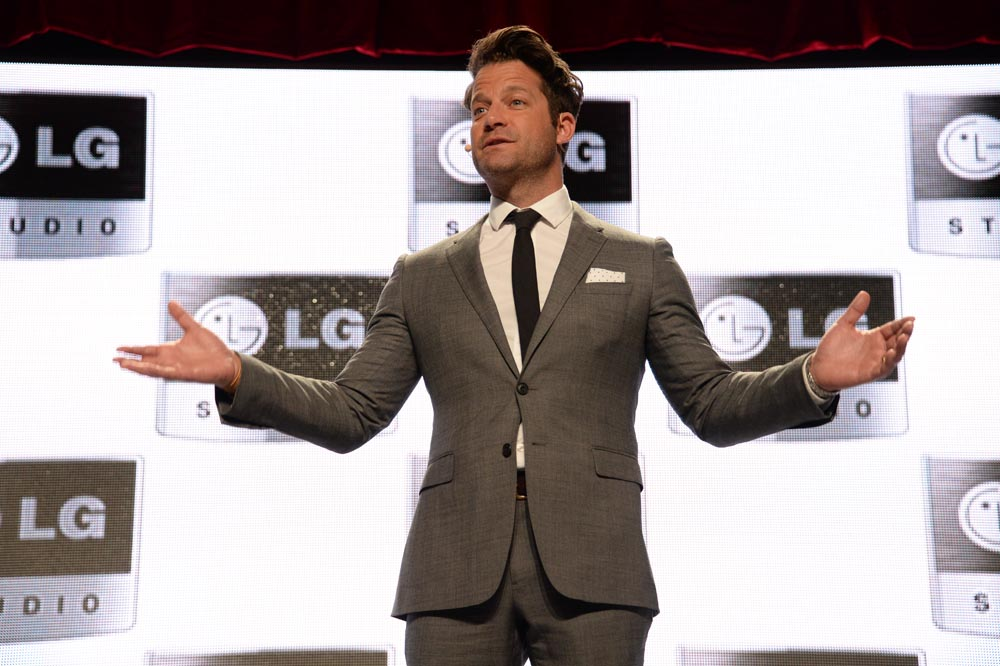
Nate Berkus (2014)

Nate Berkus (Orange County, Californië, 17 september 1971) is een Amerikaans interieurontwerper en tv-presentator.
Hij groeide op in Minneapolis. In 1994 studeerde hij af aan het Lake Forest College in Lake Forst (Illinois). Hij is eigenaar van het interieurarchitectuurbedrijf "Nate Berkus Associates", dat hij oprichtte in 1995.
Hij was vooral bekend als vaste gast van The Oprah Winfrey Show, voordat hij in 2010 zijn eigen show kreeg. The Nate Berkus Show werd voor het eerst uitgezonden op 13 september 2010. In december 2011 werd aangekondigd dat de show in mei 2012, na het einde van het tweede seizoen, zou verdwijnen.
In november 2005 schreef hij het boek Home Rules: Transform the Place You Live into a Place You'll Love (ISBN 1-4013-0137-1).
Berkus trouwde op 3 mei 2014 met zijn partner Jeremiah Brent in de New York Public Library in New York.